# Coppell
Coppell är en ort i den amerikanska delstaten Texas nordvästra del. Orten grundades på 1840-talet som en bebyggelse av franska och tyska nybyggare och fick namnet Gibbs Station efter den lokala politikern Barnett Gibbs. 1892 beslutade man att byta namn och den här gången till Coppell efter den brittiska affärsmanen George Coppell, som var djup involverad i färdigställande av den lokala järnvägen. Coppell breder sig ut över 38 kvadratkilometer (km2) stor yta och hade en folkmängd på 38 659 personer vid den nationella folkräkningen 2010.

## Kända personer från Coppell
- Hannah Bilka, ishockeyspelare